# Vicia kulingana
Vicia kulingana är en ärtväxtart som beskrevs av Liberty Hyde Bailey. Vicia kulingana ingår i släktet vickrar, och familjen ärtväxter. Inga underarter finns listade i Catalogue of Life.